# Carolin Nytra
Carolin Nytra (Hamburgo, Alemania, 26 de febrero de 1985) es una atleta alemana, especialista en la prueba de 100 m vallas en la que llegó a ser medallista de bronce europea en 2010.

## Carrera deportiva
En el Campeonato Europeo de Atletismo de 2010 ganó la medalla de bronce en los 100 m vallas, con un tiempo de 12.68 segundos, llegando a meta tras la turca Nevin Yanıt que con 12.63 s batió el récord nacional de su país, y la irlandesa Derval O'Rourke (plata con 12.65 segundos que también fue récord nacional).